# Oligoneuriopsis skhounate
Oligoneuriopsis skhounate is een haft uit de familie Oligoneuriidae. De wetenschappelijke naam van de soort is voor het eerst geldig gepubliceerd in 1980 door Dakki & Giudicelli.
De soort komt voor in het Palearctisch gebied.